# Alter Friedhof (Schönheide)

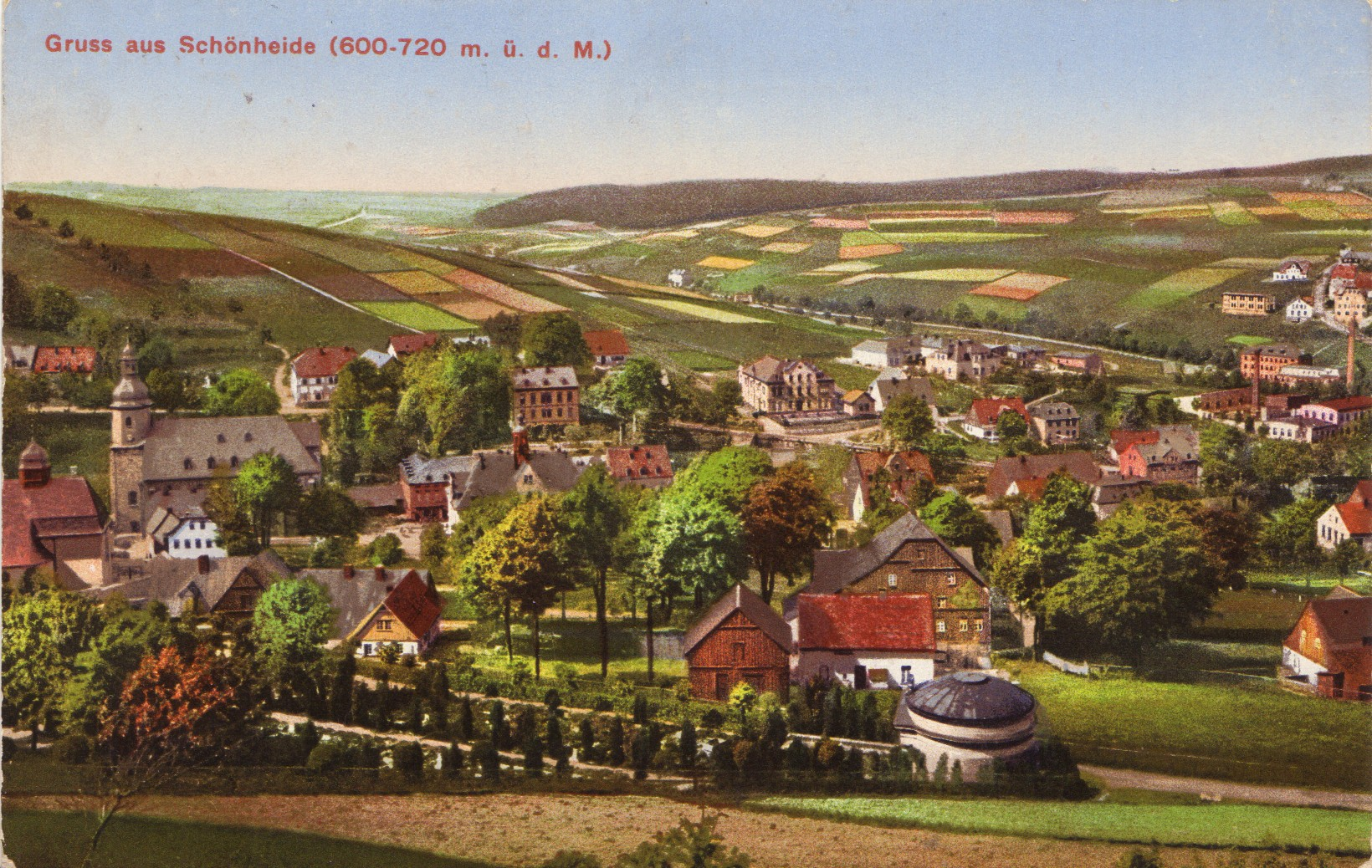
Schönheide mit dem Alten Friedhof im Vordergrund

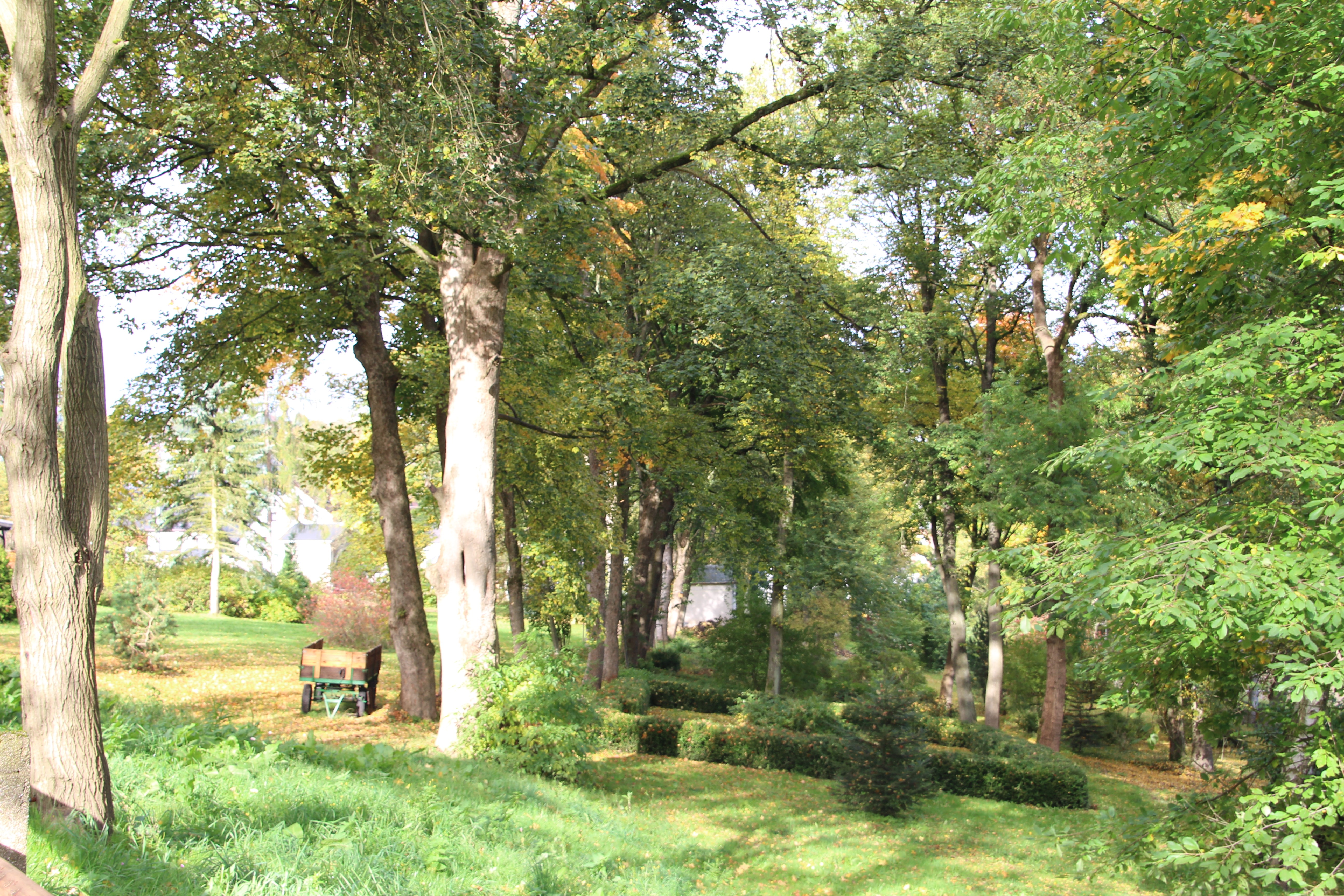
Der Friedhof während der Umgestaltung 2017

Der Alte Friedhof ist ein früherer Friedhof der evangelisch-lutherischen Kirchgemeinde Schönheide im Erzgebirge, auf dem von 1839 bis 1995 Bestattungen vorgenommen wurden.

## Kulturdenkmal
Das Landesamt für Denkmalpflege Sachsen stuft den Alten Friedhof mit der früheren Friedhofskapelle, drei Mausoleen, zwei Grabanlagen und einem Grabstein von 1705 als Kulturdenkmal ein. Das Landesamt beschreibt den Friedhof und seine einzelnen Objekte:
Alter Friedhof Schönheide (Sachgesamtheit), Anschrift: Schönheide Rathausberg – Kurzcharakteristik: Obj. 09305958 Sachgesamtheit Alter Friedhof Schönheide, mit folgenden Einzeldenkmalen: Friedhofskapelle (mit Ausstattung, unter anderem drei Farbglasfenster sowie Grabstein Susanna Wolf), Grufthaus der Familie von Querfurth (mit Jesusstatue, Vorplatz mit fünf Einzelgräbern, Einfriedungsmauer und Metalltor), Grufthaus der Familie Flemming, Grufthaus der Familie Oschatz sowie Grabmale der Familien Lenk und Tuchscherer (siehe Einzeldenkmalliste – Obj. 08957043, gleiche Anschrift), dazu die gärtnerisch gestaltete Friedhofsanlage (Gartendenkmal). Gartendenkmal ist nicht überarbeitet.
 Obj. 08957043 Kurzcharakteristik: Einzeldenkmale der Sachgesamtheit Alter Friedhof Schönheide: Friedhofskapelle (mit Ausstattung, unter anderem drei Farbglasfenster sowie Grabstein Susanna Wolf), Grufthaus der Familie von Querfurth (mit Jesusstatue, Vorplatz mit fünf Einzelgräbern, Einfriedungsmauer und Metalltor), Grufthaus der Familie Flemming, Grufthaus der Familie Oschatz sowie Grabmale der Familien Lenk und Tuchscherer (siehe auch Sachgesamtheitsliste – Obj. 09305958, gleiche Anschrift); Kapelle Putzbau mit Dachreiter, im Reformstil, ortshistorische und baugeschichtliche sowie künstlerische Bedeutung.
Siehe auch Liste der Kulturdenkmale in Schönheide.
Eine Übersicht und zahlreiche Fotos vom alten Friedhof, seine Bauten und Grabmale – auch vom Inneren einzelner Mausoleen – finden sich auf der Webseite „Denkmalschutz Schönheide“ (s. Weblinks).

## Lage
Der Friedhof liegt etwa in der Mitte des Dorfes am nördlichen Hang des Berges Knock. Zu ihm führen die Straßen Rathausberg (früher Friedhofsweg genannt), Straße der Einheit und Lindenstraße. Südlich der Straße der Einheit beginnt unmittelbar auf der anderen Straßenseite das Teilgebiet 7 „Schädlichsberg“ des Natura-2000-Gebietes Bergwiesen um Schönheide und Stützengrün.

## Geschichte

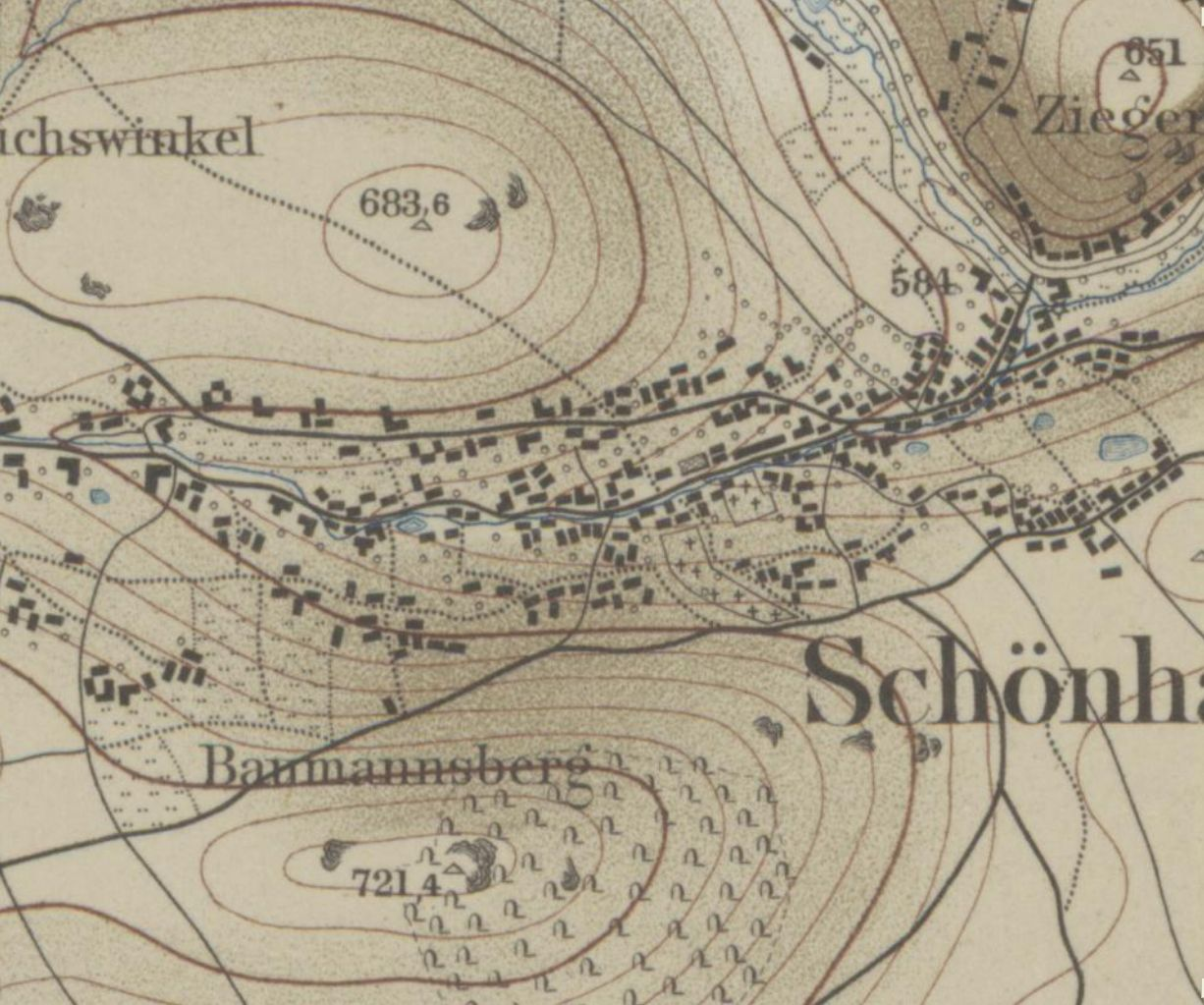
Erster und Alter Friedhof in einer Landkarte des 19. Jahrhunderts

Der erste Friedhof Schönheides, dieser von 1537 an besiedelten und 1549 gegründeten Gemeinde, lag auf der südlichen Seite des Dorfbaches schräg gegenüber der Martin-Luther-Kirche auf dem Gelände des heutigen Marktplatzes und des Standortes des Rathauses von 1882. Volkmar Hartenstein beschreibt seine Lage in der Neuen Sächsischen Kirchengalerie: Der alte Friedhof lag am Bach gegenüber der Kirche und nahm das Terrain des gegenwärtigen Rathauses mit Zubehör und eines Teiles des Marktplatzes ein. Wann er errichtet wurde und wann die ersten Verstorbenen bestattet wurden, ist nicht bekannt. Eine Friedhofskapelle soll 1559 gebaut worden sein.
Der vom 10. Januar 1839 an für Bestattungen genutzte Alte Friedhof ist vermutlich aus Platzgründen neu angelegt worden, nachdem die Bevölkerung des Dorfes stark angewachsen war. Die Fläche wurde 1883 nach Südwesten erweitert. Auf dem Friedhof wurden auch Verstorbene bestattet, die nicht der Kirchgemeinde angehörten, sondern anderen Religionsgemeinschaften anhingen oder konfessionslos waren. Nach der Anlage eines kommunalen Friedhofs der Gemeinde Schönheide, auf dem von 1996 an Bestattungen vorgenommen wurden, gab es auf dem Alten Friedhof keine mehr. Nach der üblichen Ruhezeit von 20 Jahren entfernten die Rechteinhaber jeweils die Grabsteine und sonstigen oberirdischen Grabteile.

## Umwandlung in einen Park

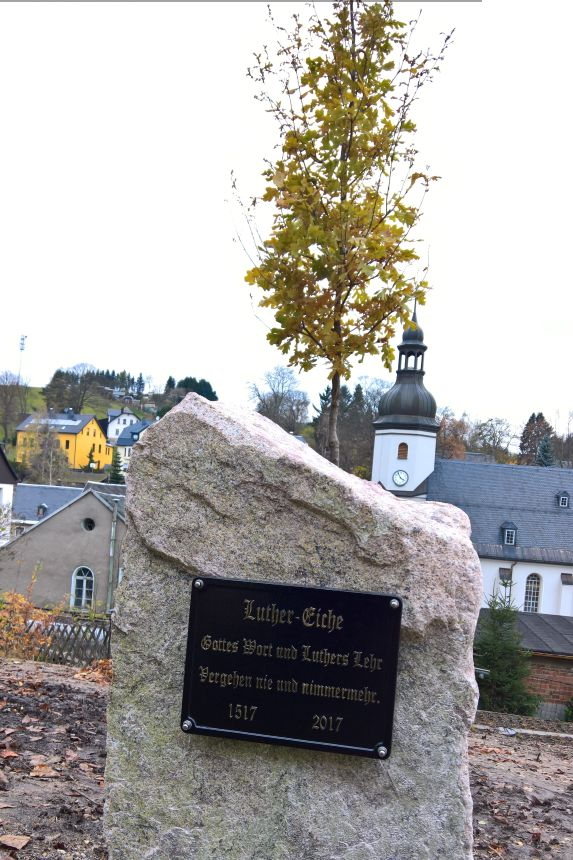
Luthereiche, gepflanzt am 31. Oktober 2017, im Hintergrund die Martin-Luther-Kirche

Nach der Entfernung der letzten Grabsteine der auf 20 Jahre belegten Gräber im Jahr 2015 begann die Kirchgemeinde unter Federführung des Mitglieds im Kirchenvorstand Christian Leistner, den Alten Friedhof in einen Park umzugestalten. Dies war mit der Erneuerung der Zäune, Umgestaltung der Wege und sonstigen Oberflächen sowie der Entfernung von überalterten Bäumen verbunden. Auch der parkartige ehemalige Friedhof ist ein Kulturdenkmal in der Form eines Gartendenkmals.
Die Evangelisch-lutherische Kirchgemeinde Schönheide entwidmete den Friedhof mit Wirkung vom 1. Mai 2017.

### Baumpflanzung zu Reformationsjubiläen

#### Baumpflanzung zum Reformationsjubiläum 2017
Zum fünfhundertjährigen Jubiläum der Reformation wurde am 31. Oktober 2017 ein „Luther-Baum“, eine Eiche, gepflanzt. Neben dem Baum steht ein Granitstein, der eine Platte aus Eisenguss mit der Inschrift 

„Luther-Eiche.
 Gottes Wort und Luthers Lehr
vergehen nie und nimmer mehr.
1517–2017.“

trägt. Diese neue Schriftplatte wiederholt mit Ausnahme des Jahres der Pflanzung den Text, wie er bei der im Jahr 1917 auf dem Gustav-Haupt-Platz gepflanzten Luther-Eiche auf der inzwischen verlorenen gegangenen Tafel stand.

#### Baumpflanzung zum Reformationsjubiläum 1917
Schon 1917 hatte die Kirchgemeinde aus Anlass des vierhundertjährigen Reformations-Jubiläums eine Luthereiche auf dem Gustav-Haupt-Platz neben der heute Geschwister-Scholl-Schule genannten Schule gepflanzt und den Baum mit einer von der Eisengießerei von Querfurth in Schönheiderhammer gegossenen Eisentafel versehen: „Luther-Eiche. Gottes Wort und Luthers Lehr vergehen nie und nimmer mehr. 1517–1917“. Diese Schriftplatte ist den Wirren der Zeit zum Opfer gefallen und verloren gegangen. Sie wurde im November 2017 mit demselben Text wie im Jahr 1917 als Replik an einem Stein am Fuß des Baumes angebracht. Eine Eisengießerei in Oberschönheide spendete beide Tafeln.

## Friedhofskapelle

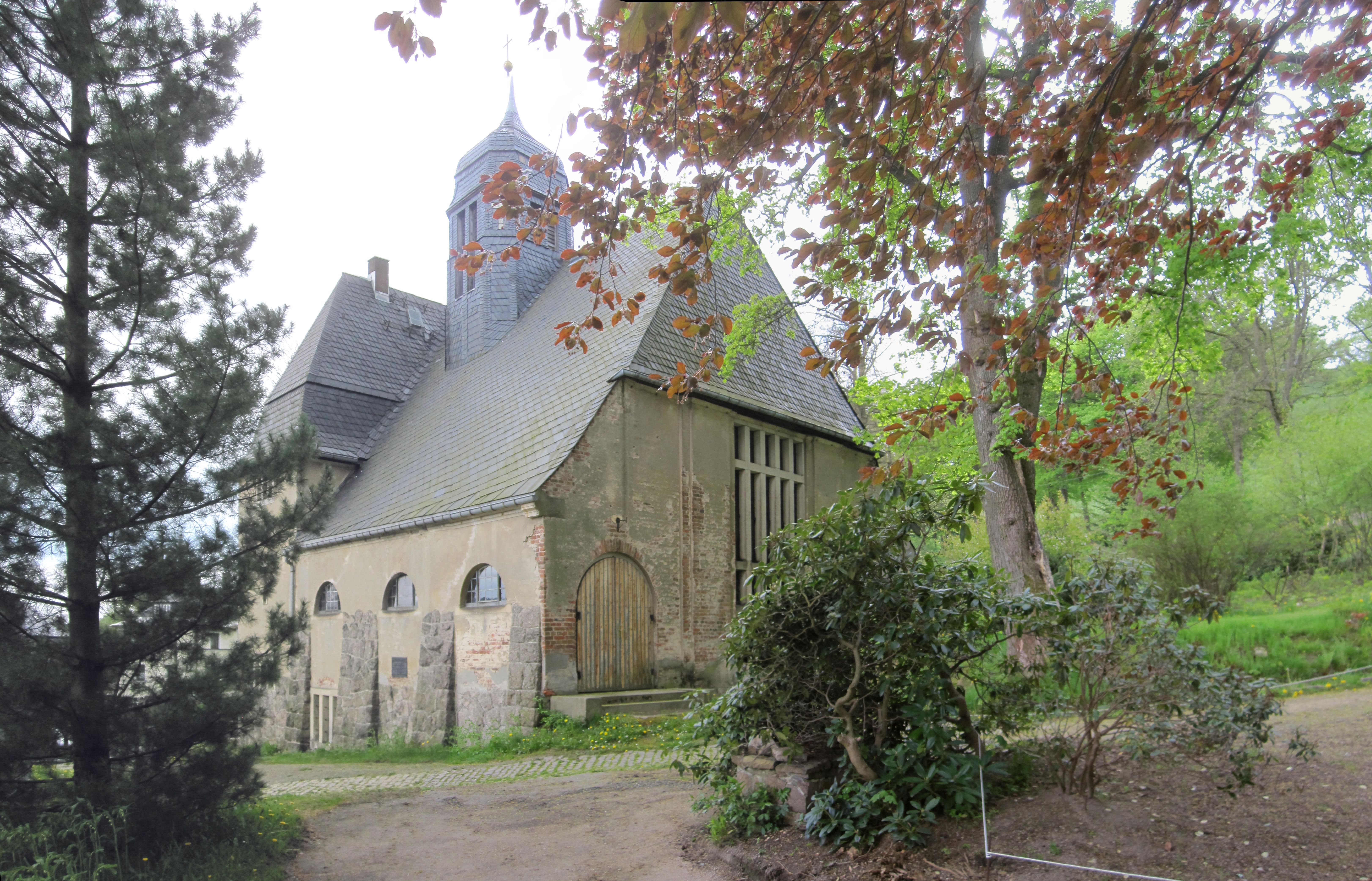
Friedhofskapelle von 1909

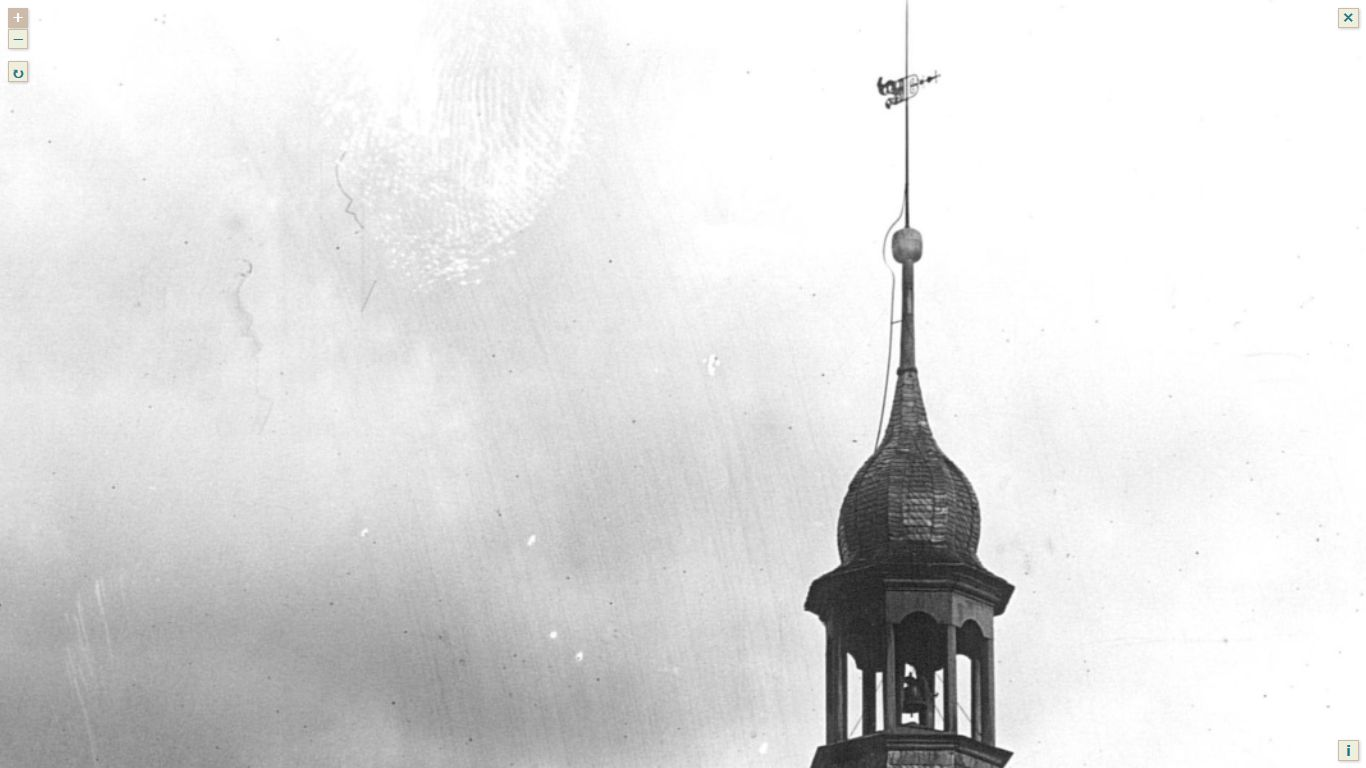
Geplant für die Friedhofskapelle? Glocke von 1559 in der Turmspitze der Kirche (Foto von 1907)

Die Friedhofskapelle mit einem von außen zugänglichen Totenraum liegt an der Straße Rathausberg am Rand des Friedhofs. Für die Kapelle wurde 1909 der Grundstein gelegt, und sie wurde am 30. Januar 1910 eingeweiht. Die Pläne entwarf der Dresdner Architekt Oskar Menzel, der schon 1902/03 den Umbau der Martin-Luther-Kirche in Schönheide gestaltet hatte. Auf dem Dach der Kapelle sitzt ein mit Schiefer beschlagener Dachreiter, den eine vergoldete Kugel mit einem vergoldeten Kreuz krönt. Ihn zieren nach mehreren Seiten in hellerem Material gehaltene Kreuze. Er hat Schallöffnungen, obwohl in diesem Dachreiter nie Glocken hingen. Angesichts dessen gab es wahrscheinlich Pläne für Glocken, die aber wahrscheinlich wegen des Ersten Weltkriegs und der anschließenden Inflationszeit nicht realisiert wurden. Vielleicht gab es Überlegungen, die zur Zeit der Erbauung der Friedhofskapelle in der Turmspitze der Schönheider Kirche hängende Glocke aus dem Jahr 1559 zur Friedhofskapelle zu bringen. Durch die in Sichtweite liegende Martin-Luther-Kirche konnte auf Glocken verzichtet werden. Bei Beerdigungen gab der Pfarrer beim Verlassen der Friedhofskapelle durch das Lüften seines Baretts dem Küster ein Zeichen zum Läuten der Kirchenglocke(n), wenn der Trauerzug die Kapelle verließ, um zum Grab zu schreiten. Dies erklärt auch, weswegen bis zum Ende der Belegung dieses Friedhofs keine Glocken für die Friedhofskapelle beschafft wurden.
Die Friedhofskapelle wurde „eine Zeit lang“ als katholisches Gotteshaus genutzt.
Das Landesamt für Denkmalpflege stuft die Friedhofskapelle als Kulturdenkmal ein mit diesen Angaben: „im Reformstil, innen drei bemerkenswerte Farbglasfenster, Kirche mit orts- und baugeschichtlicher sowie künstlerischer Bedeutung“. Die beiden großen Glasfenster haben die Auferstehung Jesu und das Jüngste Gericht zum Thema. Ein Kruzifix für den Altar, eine Arbeit des Dresdner Bildhauers Arthur Lange wurde vom Sächsischen Innenministerium aus dem Sächsischen Kunstfonds gestiftet. Dieses Kruzifix wurde zusammen mit zwei Kerzenleuchtern zum Motiv einer weit verbreiteten Ansichtskarte. Die Datierung der Friedhofskapelle durch das Landesamt für Denkmalschutz mit „1908 (Kirche)“ ist nicht zutreffend. Dies gilt auch für dessen Angabe zum Friedhof mit „um 1905 (Friedhof)“. Die elektrischen Beleuchtungskörper der Kapelle aus der Entstehungszeit wurden in den 1960er Jahren durch einfache Milchglasröhren ersetzt.
Nach der Stilllegung des Friedhofs wurde die Kapelle nicht mehr genutzt und baulich kaum unterhalten. Im Jahr 2016 reparierte die Kirchgemeinde das undichte Dach sowie Dachrinnen und Fallrohre. Örtliche Handwerksfirmen spendeten einen Teil der Arbeiten. Im Innern konnte der Grundstein geöffnet und der vom damaligen Pfarrer Heinrich Theodor Wolf handgeschriebene, noch gut lesbare Text mit Informationen über die Kapelle abgeschrieben werden. Die Kapelle wurde am Tag des offenen Denkmals am 11. September 2016 der Öffentlichkeit zugänglich gemacht. Im Laufe des Jahres 2017 fanden ein Abendmahlsgottesdienst und ein Benefiz-Konzert zugunsten der Kapellenerhaltung statt. Am ersten Septemberwochenende 2017 zeigte aus Anlass des 480. Jahrestages des Siedlungsbeginns von Schönheide eine Ausstellung in der Friedhofskapelle die Geschichte der Kapelle und des Friedhofs. Sie war auch am Tag des Offenen Denkmals am 10. September 2017 zu sehen. Die Restaurierung der Kapelle wird fortgesetzt. 2018 steht die Neudeckung des Westgiebels an, die der Südseite ist für 2019 geplant, ebenso die Erneuerung des Putzes auf den West- und Südseiten des Gebäudes.

## Mausoleen
Drei Mausoleen, im örtlichen Volksmund Gruft und in der Fachsprache des Landesamts für Denkmalpflege Grufthaus genannt, sind auf dem Alten Friedhof erhalten: Querfurth-Mausoleum, Flemming-Mausoleum und Oschatz-Mausoleum.

### Querfurth-Mausoleum

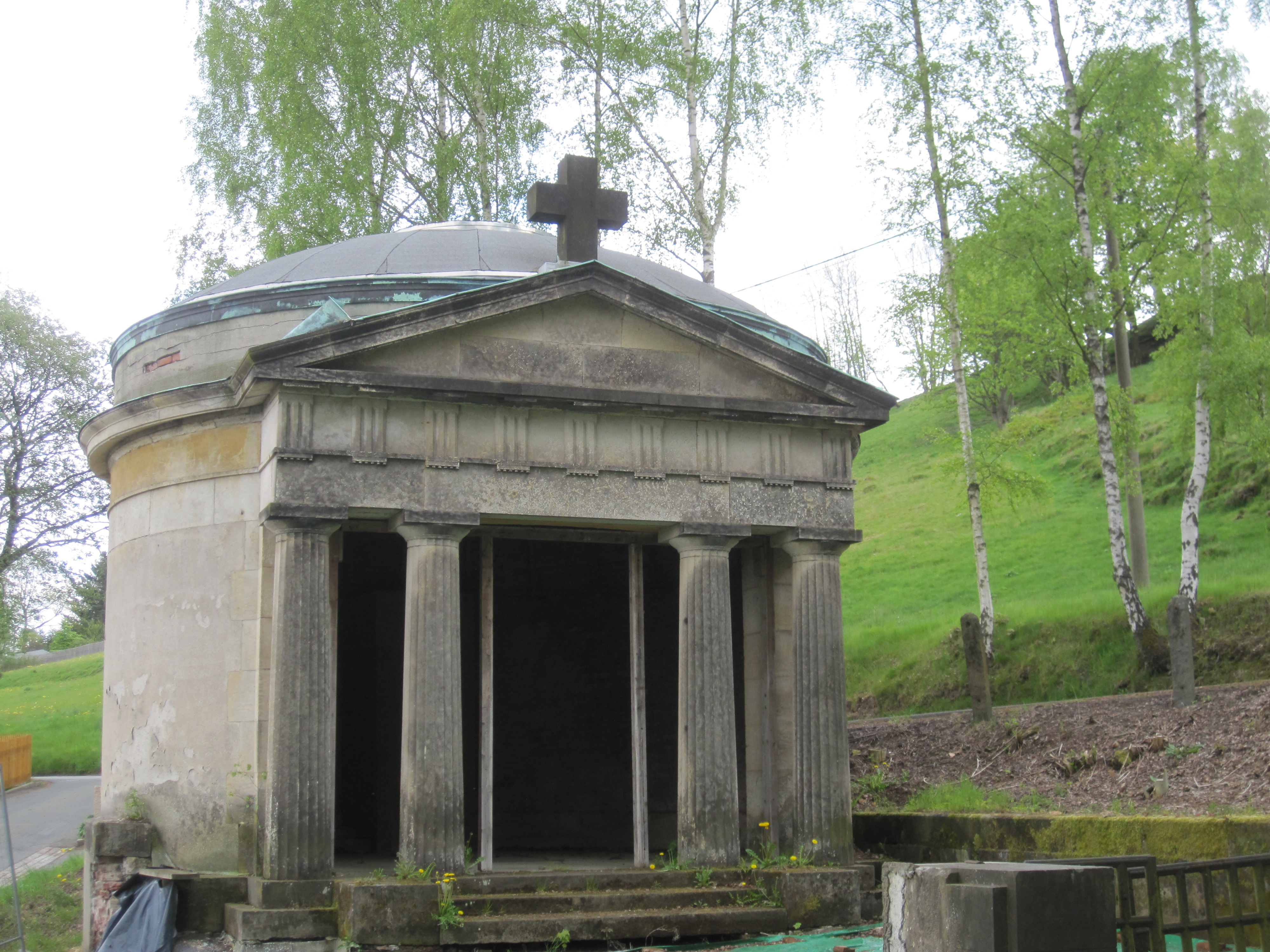
Querfurth-Mausoleum während der Restaurierung

Für die Familie der Eigentümer der Eisengießerei in Schönheiderhammer, Edle von Querfurth, wurde um 1900 am östlichen Rand des Alten Friedhofs eine Rotunde errichtet und mit einer Öffnung nach Westen versehen, vor der vier dorische Säulen ein klassizistisches Giebeldreieck tragen. Unter dem Bau befindet sich eine durch eine waagerechte Eisentür zugängliche Gruft mit Särgen. Diese Eisentür ist mit der Inschrift „v. Querfurth“ und dem Wappen der Familie in plastischer Form verziert. Das Landesamt für Denkmalpflege beschreibt das als Kulturdenkmal eingestufte Bauwerk „Gruftrotunde mit Jesusstatue, Vorplatz mit Einzelgräbern, Einfriedungsmauer und Metalltor; hochrepräsentatives Zeugnis neuaristokratischer Sepulkralkultur der Jahrhundertwende, von orts- und bauhistorischer Bedeutung“. Das Landesamt datiert das Mausoleum auf „um 1900“. Zu den Einzelgräbern auf dem Vorplatz gehört auch das für Hans Hugo Carl Edler von Querfurth, der von 1899 bis 1909 der Zweiten Kammer des Sächsischen Landtages angehörte. Nach der Enteignung der Gießerei nach dem Zweiten Weltkrieg wurden Angehörige der Familie von Querfurth in diesem Mausoleum nicht mehr beigesetzt. Das Bauwerk verfiel. Als um 2010 ein Schönheider Abbruchunternehmer den Auftrag erhielt, das Mausoleum abzureißen, entschloss er sich, zu dessen Erhaltung und Restaurierung beizutragen. Es bildete sich der „Förderverein historische Bauwerke“ von Schönheider Bürgern. Dieser Verein führt Arbeiten zur Restaurierung des Mausoleums durch. Diese wurden im Jahr 2018 fortgesetzt. Zum Tag des offenen Denkmals 2016 waren das Mausoleum und die Gruft mit den Särgen öffentlich zugänglich.

### Flemming-Mausoleum

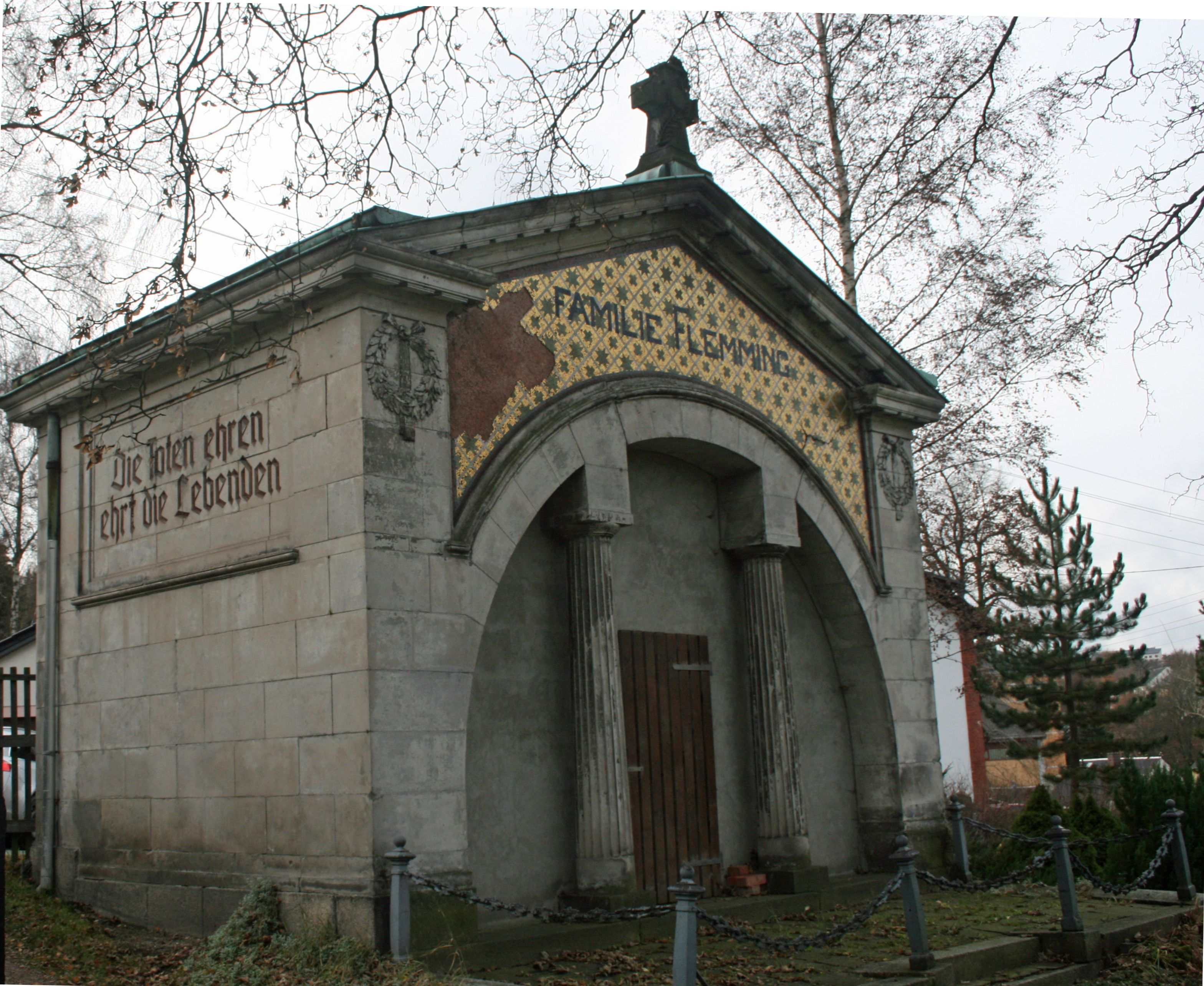
Mausoleum der Familie Flemming

Die Familie Flemming, die die größte Bürstenfabrik Schönheides besaß und deren Vorfahre Christian Friedrich Flemming um 1825 das Anfertigen von Bürsten im Ortsteil Ascherwinkel entwickelte und 1831 eine Bürstenfabrik gründete, ließ sich am Rand des Friedhofs an der Lindenstraße ein Mausoleum errichten. Das Landesamt für Denkmalpflege datiert das Bauwerk auf um 1900 und stuft es als Kulturdenkmal ein: „Gruft auf altem Friedhof; repräsentative Familiengrablege der Jahrhundertwende, Zeugnis großbürgerlicher Sepulkralkultur, von orts- und bauhistorischer Bedeutung“. Das nahezu quadratische Mausoleum hat die Form eines griechischen Tempels, dessen Dach an der Nordkante mit einem steinernen Kreuz bekrönt wird. Auf der Nordseite stützen zwei Säulen einen über den ganzen Bau führenden Mauerbogen. Im Giebeldreieck steht in einer goldgrundigen Mosaikfläche „Familie Flemming“. Die drei Seitenwände nach Westen, Osten und Norden sind mit verputzten Mauern verschlossen. Im Putz wird durch Fugen eine Steinsichtigkeit imitiert. An der Ostseite des Mausoleums steht: „Die Toten ehren, ehrt die Lebenden“. Auf der Südseite zur Lindenstraße hin bestand ein großes, dreiteiliges Farbglasfenster, das durch ein Drahtgitter gesichert war, aber trotzdem Vandalismus ausgesetzt war. So wurde es nach den 1960er Jahren durch Mauern ersetzt. Nach 1990 wurde die ursprünglich mit gestalteten Fenstern versehene Nordseite zugemauert und mit einer einfachen Holztür mit Vorhängeschloss versehen. Der Vorplatz des Baus ist in rechteckiger Form durch eiserne Pfähle abgegrenzt, an denen Eisenketten in Zierform hängen. Im Zuge der Umgestaltung des Friedhofs und der Restaurierung der Bauten wurde im Jahr 2017 die Nordmauer entfernt und die mit Abfall verfüllte Gruft gereinigt. Am ersten Septemberwochenende 2017 war aus Anlass des 480. Jahrestages des Siedlungsbeginns in Schönheide die Gruft zur Besichtigung geöffnet. In der Gruft stehen fünf verzierte Särge aus Zink, davon sind zwei Kindersärge.

### Oschatz-Mausoleum

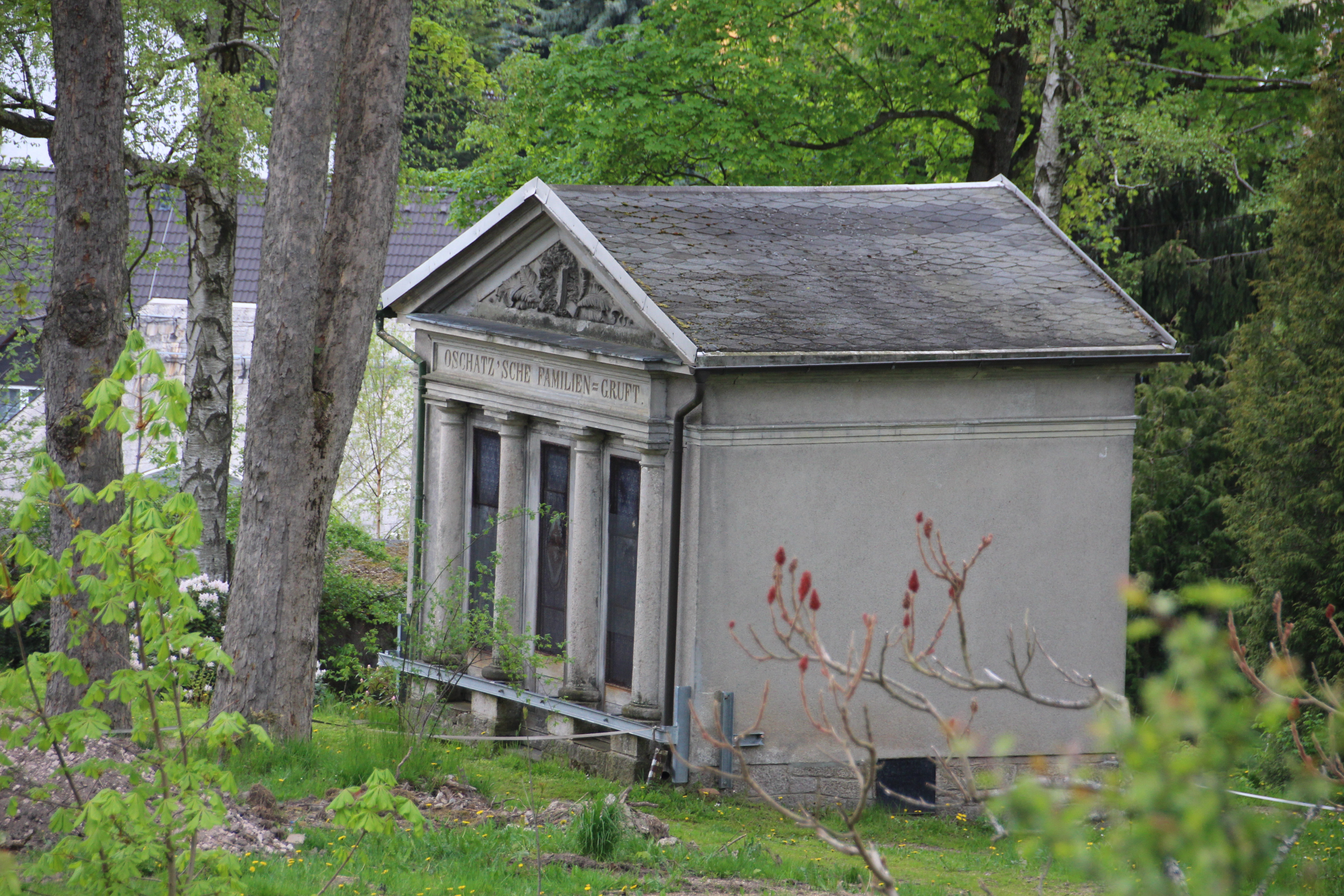
„Oschatz’sche Familien-Gruft“ – Beschriftung im Giebeldreieck

Das Oschatz-Mausoleum wurde von der Familie Oschatz errichtet, die eine Bürstenfabrik besaß. Der Bau hat auf nahezu quadratischem Grundriss die Form eines griechischen Tempels, dessen Ost- und Westwände mit einem Mauerwerk geschlossen sind. Nach Süden werden drei farbig verzierte Glasfenster durch vier Halbsäulen mit dorischen Kapitellen geteilt. Die Nordseite ist offen. Dort wird das Giebeldreieck durch Säulen mit ionischen Kapitellen getragen. Die Giebeldreiecke sowohl auf der Süd- wie auf der Nordseite sind mit identischem plastischem Schmuck verziert. Auf beiden genannten Seiten steht zwischen Säulenende und Giebeldreieck „Oschatz’sche Familien=Gruft“. Zur statischen Sicherung des Mausoleums ist auf der Südseite außen im unteren Wandbereich eine sichtbare Konstruktion aus verzinktem Eisen angebracht. An der oberen südwestlichen Gebäudekante hat sich ein Riss gebildet. In der offenen Halle stehen in halbrunden Nischen Urnen, die mit Namen und Lebensdaten der Bestatteten versehen sind. Die unterirdische Gruft ist mit Feldsteinen gemauert und dürfte schon in den 1840er Jahren, also bald nach Eröffnung des Friedhofs, entstanden sein. Das Landesamt für Denkmalpflege datiert das über der Gruft errichtete oberirdische Mausoleum auf die zweite Hälfte des 19. Jahrhunderts. Es beschreibt das als Kulturdenkmal eingestufte Bauwerk „Gruft auf altem Friedhof; repräsentative Familiengrablege der Jahrhundertwende, Zeugnis großbürgerlicher Sepulkralkultur, von orts- und bauhistorischer Bedeutung“. Nach einem Bericht im „Schönheider Wochenblatt“ über einen Unfall beim Bau des Mausoleums kann es auf das Jahr 1898 datiert werden.

## Grabstätten
Die Grabmale zweier Familien hat das Landesamt für Denkmalpflege als Kulturdenkmale eingestuft.

### Grabstätte der Familie F. L. Lenk

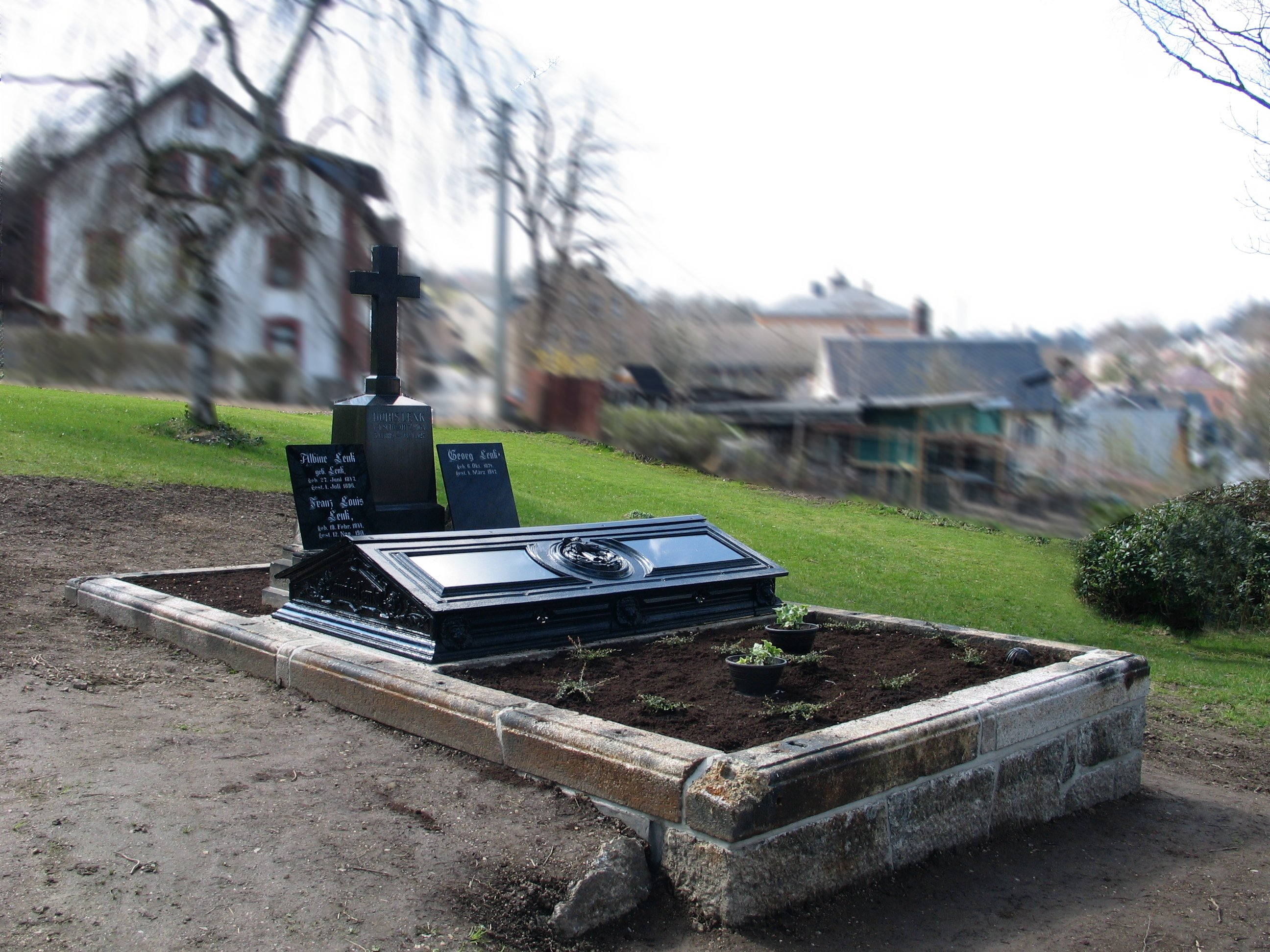
Restauriertes Grab der Familie Lenk

In dem mit Grabsteinen und einer gusseisernen Grababdeckung mit durch Glasscheiben verschlossener Öffnung versehenem Grab ruhen Angehörige der Familie Lenk, der die zweitgrößte Bürstenfabrik gehörte. Der Gründer dieser Fabrik war Franz Louis Lenk, der von 1844 bis 1914 lebte. Da seine Frau schon 1896 starb, ist zu vermuten, dass die Grabanlage aus dieser Zeit stammt. Die Gestaltung in den Formen der Gründerzeit entspricht einer solchen Datierung. Im gusseisernen Giebeldreieck auf Ost- und Westseite des Grabes steht der Name „F. L. Lenk“. Auf den Steinen stehen die Namen und Lebensdaten von Familienmitgliedern. Dieses Grab wurde 2016 und 2017 restauriert. Dabei wurde in das Grab gefüllter Abfall entsorgt. Es wurde neu aufgemauert, die Grabsteine stabilisiert, die Eisenteile ergänzt und gereinigt sowie mit neuem Anstrich versehen. Die Restaurierung ist nach im Dorf umlaufenden Informationen von Nachfahren der Familie Lenk aus dem Erlös des Verkaufs einer baufälligen Villa (Hauptstraße 11 und 12) an die Gemeinde Schönheide bezahlt worden.

### Grabstätte der Familie C. G. Tuchscherer

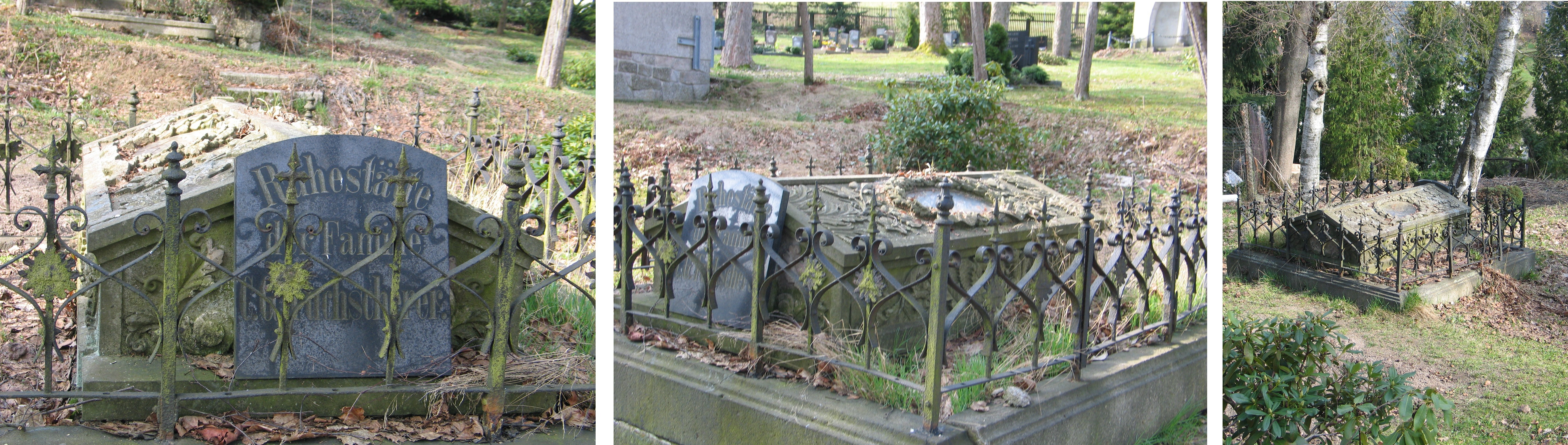
Grabstätte der Familie Tuchscherer

Die Familie Tuchscherer, früher Inhaber einer Textilfirma, hat auf dem alten Friedhof eine bis ins 21. Jahrhundert erhaltene Grabstätte. Der Stickereifabrikant Carl Gottlob Tuchscherer, Inhaber der Firma C. G. Tuchscherer, starb am 4. Dezember 1900. Das Grabmal dürfte also kurz danach entstanden sein. Die Grabstätte liegt unterhalb der der Familie Lenk. Auf einem mit Natursteinen errichtetem Sockel, der deutlich aus der Umgebung herausragt, steht ein Aufbau aus Sandstein in Form eines Sarges, der an den Seiten plastisch verziert ist, darunter zwei gegeneinander im Halbprofil stehende Greife, zwischen denen der Buchstabe T steht. Das Grab ist mit zwei Sandsteinplatten bedeckt, die ebenfalls mit plastischem Schmuck versehen sind. Auf jeder Seite der Abdeckung ist eine ovale Glasscheibe eingelassen. Das Grab ist von einem verzierten Eisenzaun umgeben, der Gründerzeitformen aufweist. Auf der Nordseite ist eine Platte aus schwarzem Stein aufgestellt, die die Höhe des Zaunes nicht überragt. Auf ihr steht: „Ruhestätte der Familie C. G. Tuchscherer“. Die Grabstätte befindet sich 2017 in einem guten Zustand. In jüngerer Zeit wurden der Sandstein gereinigt und die Umzäunung frisch gestrichen.

## Grabstein von 1705 für Susanna Wolf

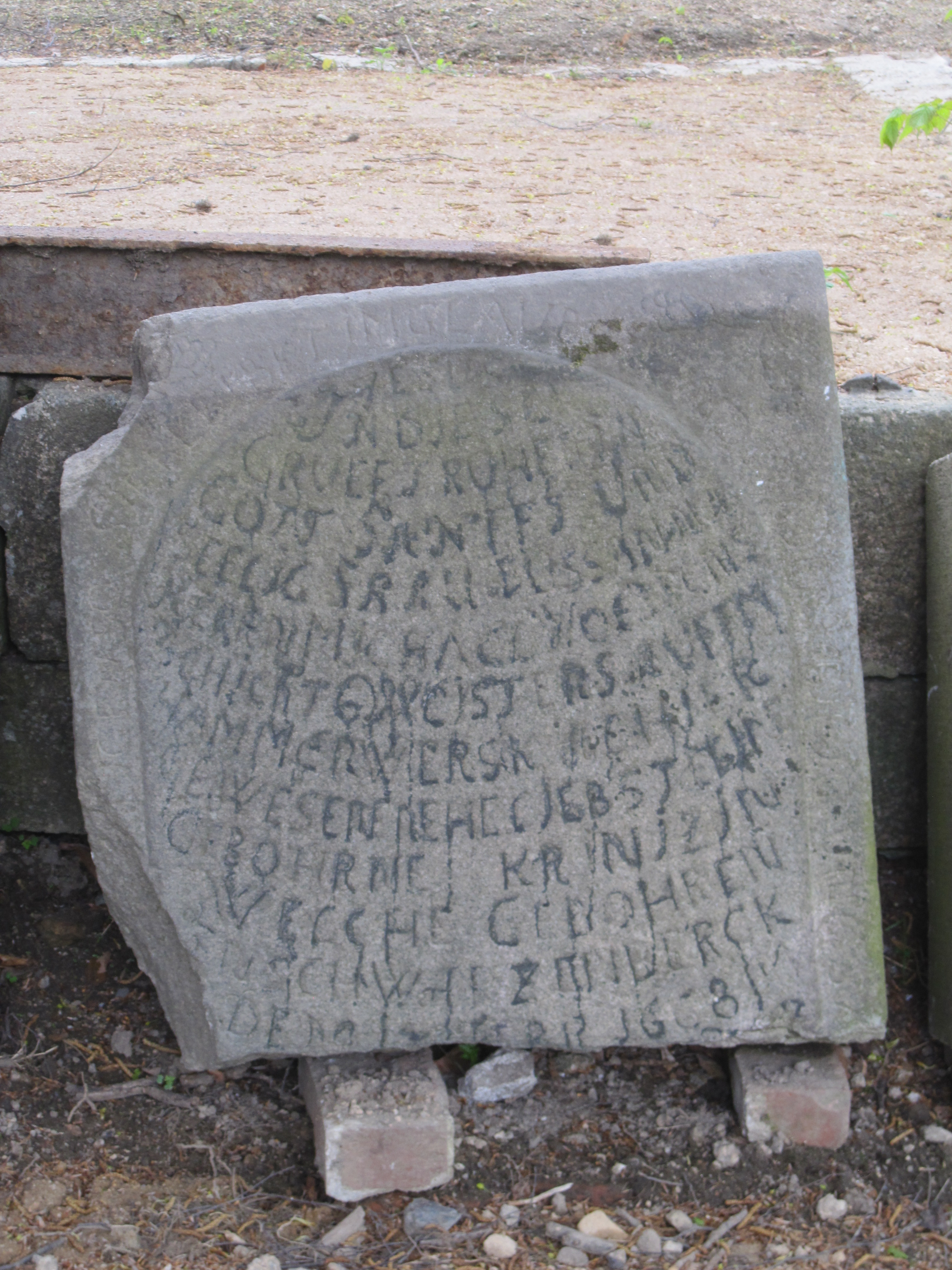
Oberer Teil des Grabsteins von 1705 für Susanna Wolf

Der in zwei Teile zerbrochene Grabstein aus Granit für Susanna Wolf steht zusammen mit anderen Grabsteinen aus dem 20. Jahrhundert angelehnt an einer Böschungsmauer auf dem alten Friedhof. Das Landesamt für Denkmalpflege hat ihn als Kulturdenkmal eingestuft.

### Geschichte
Der Grabstein von 1705 stammt vom ersten Friedhof Schönheides. Auf diesem Friedhof, an dem sich heute der Marktplatz befindet und das Rathaus steht, wurden von 1839 an keine Bestattungen mehr vorgenommen. Wohin Teile der Grabanlagen nach 1839 verbracht wurden, ist unbekannt. Die Räumung erfolgte spätestens mit dem Beginn des Rathausbaus im Jahr 1882. Um die Wende zu 1900 oder kurz danach wurden große Teile des durch das Dorf von West nach Ost fließenden Dorfbachs abgedeckt. Hierfür wurde auch der Grabstein für Susanna Wolf oberhalb des Bereichs des Gebäudes Hauptstraße 15 verwendet. Bei Erdarbeiten wurde im Jahr 1957 die Abdeckung des Dorfbachs hochgehoben. Dabei wurde auch dieser Grabstein hochgenommen und wohl zerbrochen. Gleichwohl wurde seine Bedeutung erkannt. Seitdem ist er im Alten Friedhof aufgestellt.

### Bedeutung
Susanna Wolf war die Ehefrau eines Schichtmeisters des Hammerwerks in Schönheiderhammer. Schönheiderhammer hat keinen eigenen Friedhof und war immer nach Schönheide eingepfarrt. Die Texte auf dem Stein lauten:
Umschrift: Das Weib wird seelig durch Kinderzejgen/ So Sie bleibet im Glauben und in der Heiligung/ Sambt der Zucht [ … ]/ Jesus/
Text in der Mitte des Steins: In dieser Grueft ruhet in Gott sanft und seelig/ Frau Susanna/ Herrn Michael Wolffens Schichtmeisters auffm/ Hammerwergk alhier/ gewesene Eheliebste gebohrne Krinizin/ welche gebohren in Schwarzenbergk/ dem 17. Feb. 1668/ im Ehestand gelebt 18 ½ Jahr/ darinnen gezeijget 9 Kinder/ als 6 Soene und 3 Dochter/ Starb seelig als eine Wochnerin/ Den 7. July ao 1706/ Ihres Alters 38 Jar 20 Wochen
 Wahlspruch/ Meines Jesus Creuz und Schmerz/ Tröste auch in Tod mein Herz.
Für das Zusammensetzen der beiden großen Teile des zerbrochenen Grabsteines soll noch eine denkmalgerechte Lösung entwickelt werden.

## Gedenkstätte für Opfer aus der Zeit des Nationalsozialismus

### Gedenkstein für KZ-Häftlinge

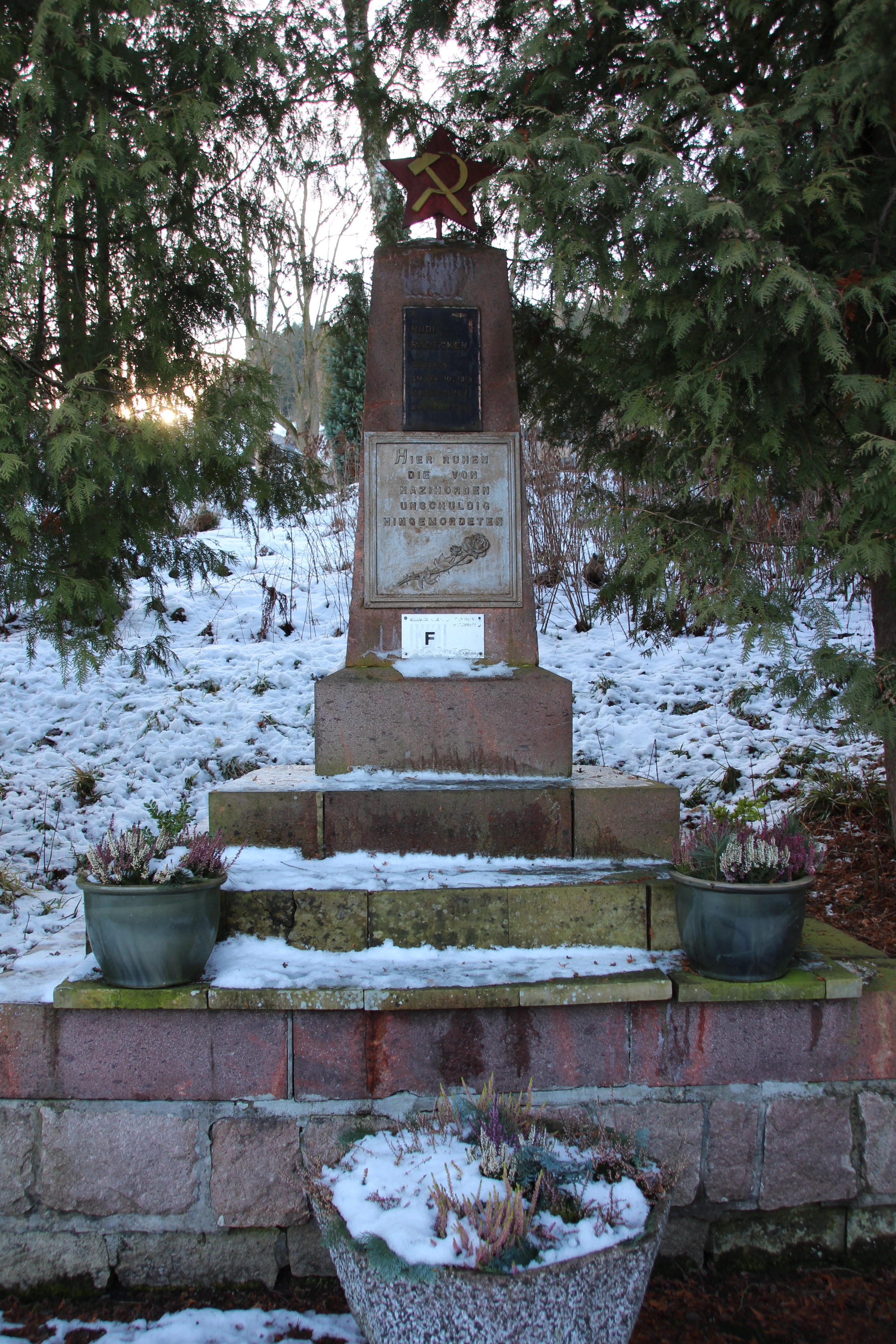
Gedenkstein im unteren Teil des alten Friedhofs

Im nördlichsten Teil des Friedhofs besteht eine Gedenkstätte für über 30 Opfer des Todesmarsches vom Außenlager Nr. 59 in Zwickau und vom Außenlager Nr. 87 in Lengenfeld des Konzentrationslagers Flossenbürg, die am 14. April 1945 in Schönheide bei dem Wegtreiben der Häftlinge vor den heranrückenden amerikanischen Truppen von SS-Leuten erschossen wurden, weil sie vor Erschöpfung nicht weitergehen konnten oder sich wenige Schritte von der Kolonne entfernten, um aus einem Bach zu trinken. Als die KZ-Häftlinge durch die Dörfer des östlichen Vogtlandes und des westlichen Erzgebirges getrieben wurden, waren dort schon amerikanische Militärflugzeuge im niedrigen Flug unterwegs – so in Wernesgrün am 11. April, wo am 14. April fünf Häftlinge erschossen wurden –, und man konnte am 13. April den Lärm von amerikanischer Artillerie hören. Die US-Armee hatte schon das Vogtland erreicht. Ob unter den Erschossenen auch Häftlinge aus dem Schönheider Außenlager des KZ Flossenbürg, das am 13. April 1945 geschlossen wurde, waren, ist noch ungeklärt. In Schönheide sollen noch weibliche Häftlinge aus Plauen, wahrscheinlich aus dem KZ-Außenlager Plauen, zu denen aus den Außenlagern Zwickau und Lengefeld hinzugeführt worden sein.

#### Unterernährung und Wassermangel
Die Häftlinge waren durch Unterernährung geschwächt. Einige von ihnen hatten Freunde und Bekannte unter den Insassen des jeweils anderen Außenlagers. Auf Grund der körperlichen Veränderung durch die mangelnde Ernährung erkannten sie sich kaum. Unter den KZ-Häftlingen aus dem Außenlager in Lengenfeld war Alfred Viehweg aus Schönheide, der beim Marsch durch Schönheide den Lengenfelder Lagerkommandanten vergeblich bat, in seinem Heimatort Schönheide bleiben zu dürfen. Er musste den Marsch fortsetzen und wurde in der Nähe von Marienbad ermordet.

#### Volker Braun über den Todesmarsch
Der Schriftsteller Volker Braun behandelt den Todesmarsch in seiner 2004 erschienenen Geschichte Das unbesetzte Gebiet. Im Abschnitt Die Wanderung berichtet er vom Aufbruch von 800 Häftlingen in Lengenfeld, von der Rast auf dem Turnplatz in Schönheide am Morgen des 14. April 1945 und dass noch 700 Häftlinge aus Zwickau dazu gekommen seien. Auf der Strecke von Schönheide bis Eibenstock seien 23 – Volker Braun bricht mit der Nennung dieser Zahl ab und verwendet kein Verb, das den Tod dieser Häftlinge beschreibt.

#### Massengrab in Schönheide
Die in Schönheide Getöteten wurden in einem Massengrab neben einem Sportplatz begraben. Unmittelbar nach dem Ende des Zweiten Weltkrieges und dem Einrücken der Roten Armee mussten örtliche SA- und NSDAP-Funktionäre die Toten exhumieren und auf dem Alten Friedhof bestatten.
Der Gedenkbereich ist eine ebene Fläche von 4 mal 20 Meter nördlich eines Abhangs auf dem Friedhof. Sie ist mit Betonplatten von 40 mal 40 Zentimetern belegt. Nach Norden schließt sich der Garten eines Mehrfamilienhauses an. Er ist durch einen etwa einen Meter hohen Zaun abgegrenzt. Am östlichen und westlichen Ende stehen Lebensbäume, am westlichen Ende auch eine Rhododendronpflanze. Nach Norden ist die ebene Fläche mit einer kniehohen Steinmauer zum Abhang hin abgegrenzt, die mit Betonplatten belegt ist. Links und rechts des Denkmals stehen drei bis vier Lebensbäume, nördlich davon ist der Abhang durch Himbeergestrüpp geprägt. Vom Friedhof führt eine Treppe mit 23 unregelmäßigen Stufen aus verschiedenen Steinmaterialien zum Gedenkbereich.

#### Erinnerungsdenkmal
Das Denkmal aus rotem Rochlitzer Porphyrtuff hat die Form eines kurzen, etwa drei Meter hohen Obelisken auf einem gleichfarbigen Steinsockel und ist mit einem rot gestrichenen fünfzackigen Stern bekrönt, auf dem in plastischer Form Hammer und Sichel gekreuzt angebracht sind. Ursprünglich war die Inschrift: „Hier ruhen die von Nazihorden unschuldig Hingemordeten“ in den Stein eingemeißelt. Diese Inschrift wurde – wahrscheinlich nach 1990 – durch eine mit Silberbronze angestrichene Eisengussplakette mit demselben Text ersetzt. Dieser ist allerdings in Großbuchstaben gehalten, und unter dem Text ist ein Rosenstiel mit einer blühenden Rose angebracht. Diese überdimensionierte Gusstafel stört die Proportionen des Denkmals.
Sockel und Oberteil des Gedenksteins könnten eine Wiederverwendung des sogenannten Siegesdenkmals sein, das bis zum Ende des Zweiten Weltkrieges auf dem Gustav-Haupt-Platz in Schönheide, dem späteren Platz des Friedens, an die Opfer des Krieges gegen Frankreich 1870/71 erinnerte. Größe und Proportionen von Sockel und Oberteil sind so übereinstimmend, dass vieles für eine Nutzung der beiden genannten Teile des nach dem Kriegsende abgebauten Denkmals für das neue Denkmal spricht.
Am 8. Mai 2020 legten Amtsverweser Eberhard Mädler, Gemeinde Schönheide, und Andreas Schubert, Vorsitzender des Geschichts- und Heimatvereins Schönheide, vor dem Erinnerungsmal einen Kranz nieder. Auf seinen Schleifen steht „In stillem Gedenken an die Opfer des Zweiten Weltkrieges in Schönheide“.
Der Gemeinderat von Schönheide beschloss, im Haushaltsplan für das Jahr 2020 einen Betrag von 10.000 Euro für die Sanierung des Denkmals einzusetzen. Der Obelisk soll gereinigt, die ihn tragende Mauer stabilisiert und die ursprünglich in den Obelisken eingeschlagene Schrift soll im Jahr 2020 wiederherstellt und die Gusstafel entfernt werden. Diese Restaurierung wurde im Jahr 2020 mit Hilfe von EU-Fördermitteln aus dem LEADER-Programm an Ort und Stelle begonnen. Die nicht zur Stele gehörenden Plaketten wurden entfernt und die ursprünglich in den Stein gearbeitete Gedenkinschrift wiederhergestellt oder neu geschaffen.

#### Besuch von Häftlingen, deren Verwandten und Nachkommen
Bei einem Besuch ehemaliger Insassen sowie von Verwandten und Nachkommen von französischen Häftlingen des Außenlagers Lengenfeld in den 2000er Jahren in Schönheide übergaben diese der Gemeindeverwaltung eine Erinnerungstafel. Diese brachte sie unten am Mahnmal an, obwohl sie nicht für den Außenbereich bestimmt ist. Durch die Witterung ist sie inzwischen beschädigt und kaum noch lesbar. Auf dieser Tafel ist ein an die längsgestreifte Häftlingskleidung erinnernder blau-weißer Streifen abgebildet. Ein blaues Dreieck mit einem schwarzen „F“ (für Frankreich) in dem Streifenfeld erinnert daran, dass die KZ-Häftlinge dieses sie als Ausländer aus Frankreich kennzeichnende Stoffabzeichen auf ihrer Häftlingskleidung tragen mussten. Der Text auf der Tafel lautet: „ASSOCIATION DES DEPORTES DE FLOSSENBÜRG ET KOMMANDOS. IN MEMORIAM“ (Deutsch: Vereinigung der Deportierten von Flossenbürg und Kommandos. Zur Erinnerung). In Frankreich besteht eine Vereinigung dieses Namens mit Sitz in Paris.
Nach Aussagen eines Repräsentanten des Landesamtes für Denkmalpflege Sachsen Anfang 2020 soll diese Plakette im Zuge der Sanierung des Denkmals entfernt werden.

#### Bewertung durch das Land Sachsen
Das Landesamt für Denkmalpflege erwähnt in seiner Beschreibung des Alten Friedhofs, seiner Baulichkeiten und Gräber das Denkmal für die ermordeten KZ-Häftlinge nicht.
In der Antwort der Sächsischen Landesregierung zu einer Kleinen Anfrage im Sächsischen Landtag zu Kriegsgräberstätten in Sachsen aus dem Jahr 2015 wird zur Gedenkstätte in Schönheide ausgeführt, auf dem Schönheider Friedhof seien 42 Kriegsopfer bestattet, es gebe keine Einzelgräber, ein Sammelgrab habe eine Größe von 42 Quadratmetern. Auf die Frage nach dem Denkmalschutz wird in der Antwort der Landesregierung die Gedenkstätte in Schönheide nicht aufgeführt.

### Gedenkplakette für Rudi Radecker
Der 1914 geborene Dreher Rudi Radecker war seit jungen Jahren im Kommunistischen Jugendverband und in der Kommunistischen Partei Deutschlands. Er wohnte in Schönheide und arbeitete in einer Schönheider Fabrik, die Bürstenmaschinen herstellte. 1939 wurde er zur Wehrmacht eingezogen und im Krieg gegen Frankreich eingesetzt. 1941 wurde er wegen Wehrkraftzersetzung verhaftet, in Dresden vom Divisionsgericht 154 zum Tode verurteilt und am 6. Januar 1942 durch Erschießen hingerichtet. An Rudi Radecker erinnerten in Schönheide zur DDR-Zeit der Rudi-Radecker-Platz am Bayerischen Hof, die nach ihm benannte Kindertagesstätte sowie ein im Jahr 1986 aufgestellter Gedenkstein neben dem Rathaus. Nach 1990 wurden diese Erinnerungen getilgt: Der Name des Platzes wurde entfernt, der Platz ist seither ohne Namen. Die Kindertagesstätte erhielt den Namen „Abenteuerland“. Auch der Gedenkstein neben dem Rathaus wurde entfernt. Lediglich auf dem Gedenkstein auf dem Alten Friedhof für die KZ-Opfer findet sich eine Rudi-Radecker-Plakette. Der Text lautet lediglich: „Rudi Radecker. Geboren am 24. 10. 1914. Hingerichtet am 06. 01. 1942“. Auf Drängen von regionalen Mitgliedern der Vereinigung der Verfolgten des Naziregimes (VVN) wurde um das Jahr 2000 diese nach dem Entfernen an den früheren Stellen noch aufbewahrte Plakette angebracht.
Nach Aussagen eines Repräsentanten des Landesamtes für Denkmalpflege Sachsen Anfang 2020 soll diese Plakette im Zuge der Sanierung des Denkmals entfernt werden.